# Списъци с филмите на „Туентиът Сенчъри Студиос“
Следват списъци с филмите на Туентиът Сенчъри Студиос по десетилетия:

## Списъци
Като Туентиът Сенчъри Фокс Филм Корпорейшън
- Списък с филмите на Туентиът Сенчъри Фокс (1935 – 1999)
- Списък с филмите на Туентиът Сенчъри Фокс (2000 – 2020)

Като Туентиът Сенчъри Студиос
- Списък с филмите на Туентиът Сенчъри Студиос